# Hygrophila meianthus
Hygrophila meianthus är en akantusväxtart som beskrevs av C. B. Cl.. Hygrophila meianthus ingår i släktet Hygrophila och familjen akantusväxter. Inga underarter finns listade i Catalogue of Life.